# Acrocercops brochogramma
Acrocercops brochogramma är en fjärilsart som beskrevs av Edward Meyrick 1914. Acrocercops brochogramma ingår i släktet Acrocercops och familjen styltmalar.
Artens utbredningsområde är Sri Lanka. Inga underarter finns listade i Catalogue of Life.